# 알파 세대
알파 세대(영어: Generation Alpha)는 미국에서 Z세대의 다음 세대를 의미한다. 보통 스마트폰이 대중화된 이후에 태어난 2010년대부터 2020년대까지 태어난 세대를 알파세대로 분류하며, 역대 세대 중 최초로 세대 구성원 전원이 21세기에 출생한 세대이다.

## 알파 세대의 특징
알파 세대의 특징은 태어난 순간부터 '디지털화' 된, 특히 스마트폰이 파생한 모바일 문화의 영향을 직접적으로 받고 성장하며 영아기부터 스마트폰을 사용하는 세대이다. 2010년대 초반부터 스마트폰이 대중화되며 기존의 디지털 시장과 아날로그 매체는 도태되었는데, 이들은 스마트폰의 대중화 이후에 출생했기에 스마트폰 이전 문화에 대한 경험이 전혀 없고 특히 아날로그 매체와의 어떠한 연결점도 존재하지 않는다. 따라서 이들은 태어난 순간부터 스마트폰으로 대표되는 디지털 매체와 모바일 문화의 영향만을 받으며 기성 세대와의 확연한 차이점을 보인다. 특히 영유아기부터 스마트폰을 사용하는 환경 때문에 과몰입과 건강 문제들이 여러 사회적 이슈로 떠오르고 있는데, 2017년 영국에 거주하는 9세 미만의 아동들은 하루 평균 2시간 이상 스마트폰과 컴퓨터를 사용하는 것으로 조사됐다.
스마트폰과 모바일 문화가 발달하면서, 2020년대부터는 Z세대 중후반 세대와 함께 알파 세대가 즐기는 문화도 주목을 받고 있다. 이들은 이전 세대가 즐기던 TV와 라디오가 아닌 유튜브, 틱톡, 인스타그램 등 1인 방송과 SNS를 선호하며 메타버스, 가상현실, 인공지능 등 기계가 인간의 역할을 대체하는 컴퓨터과학 시스템에 익숙해져 가고 있다. 또한 이들이 유년기를 보내던 2020년 이후 코로나바이러스감염증-19의 장기화로 교육환경이 비대면으로 바뀌며, 이들의 교육방식 역시 온라인 수업이라는 새로운 교육환경으로 변화했다. 온라인 수업을 통해 교육계가 발견하는 새로운 특징들과 별개로, 대면 수업이 이루어지지 않는 단점으로 인해 알파 세대 구성원들의 사회성 저하와 교육의 질 등 여러 부작용들도 함께 나타나고 있다.
대한민국에서는 외국과 마찬가지로 2010년대 초반생부터 알파 세대로 분류하기 시작하며 2020년대 중반생까지를 알파 세대로 분류하고 있다. 이들은 이전 세대인 Z세대(이중 2002년 이후 출생자)와 마찬가지로 극심한 초저출산 세대로, 2017년부터는 2002년부터 2016년까지 15년간 이어진 신생아의 40만명 선도 무너지며 30만 명대로 떨어지고, 출산율은 여전히 1.13의 초저출산에서 벗어나지 못하고 있다. 결국 2020년, 출생아 수 20만 명대 진입과 대한민국 인구에서 자연감소가 처음으로 확인되었으며 향후 더욱 떨어지는 출산율로 인해 인구절벽 등 이전 Z세대보다도 더욱 큰 인구론적 문제에 직면할 것으로 전망되고 있다.

## 같이 보기
- 인구변천